# Una familia con suerte
Una familia con suerte es una telenovela mexicana producida por Juan Osorio para Televisa. Versión de la telenovela argentina Los Roldán, adaptada por Marcia del Río, Alejandro Pohlenz, Nora Alemán y María Antonieta "Calú" Gutiérrez.  
Protagonizada por Arath de la Torre, Mayrín Villanueva y Luz Elena González; con las participaciones antagónicas de Daniela Castro, Sergio Sendel, Cecilia Galliano, los primeros actores Enrique Rocha, Patricia Reyes Spíndola y María Rubio, además de las actuaciones estelares de Julio Bracho, Alicia Machado, Pedro Moreno y Alicia Rodríguez, Norma Herrera y Eugenio Cobo. 

## Sinopsis
La novela cuenta la historia de dos familias opuestas, que desconocen que algo los une desde varios años atrás. Pancho López (Arath de la Torre) es un humilde repartidor de verduras que enviudó hace 8 años, cuando su esposa Laurita (Ana Bárbara) dio a luz a su cuarto hijo, Cuauhtémoc (Daniel Arévalo). 
Por su parte, Fernanda Peñaloza (Alicia Rodríguez), una de las mujeres más ricas de Toluca, descubre que le quedan muy pocos meses de vida debido a una grave enfermedad que le diagnosticó su doctor de cabecera Octavio Romero (Eugenio Cobo). Debido a esto, Fernanda decide terminar con su vida aventándose en una barranca, en ese lugar, Pancho intenta detenerla, remarcando lo bella que es la vida. Fernanda decide darse una segunda oportunidad, mientras que Pancho decide adoptarla como su madre. 
Lo que ninguno de los dos sabe, es que en realidad son madre e hijo biológicos. Desde ese momento, la vida para los López cambia. Después de conocer a la familia de Pancho, Fernanda decide contactar a una vieja amiga: Rebeca Treviño (Mayrín Villanueva), una mujer bella, preparada y culta; quien será la rival de Graciela Torres (Luz Elena González), la cuñada de Pancho. Ambas se enfrentarán para ganarse el corazón de Pancho y de sus hijos. 
De esta manera, los López se unen a AVON, empresa de Fernanda, ya que Enzo Rinaldi (Pedro Moreno), ejecutivo de la empresa, quiere embargar a los López. Orillada a proteger sus bienes, Fernanda decide nombrar a Pancho, presidente de su empresa, sobre todo cuando se entera de que su único sobrino, Vicente Irabién (Sergio Sendel) espera su muerte para heredar la empresa. 
Cuando Pancho descubre que Fernanda es multimillonaria, decide ir a buscarla y ese día conoce a Rebeca. Desde ese momento se enciende la química entre ellos y una clara rivalidad con Graciela. Esta historia también envuelve a Pina Arteaga (Daniela Castro), esposa de Vicente, quien es muy insegura; Freddy (Juan Diego Covarrubias), hijo de Vicente y Pina; Pepe (Pablo Lyle), hijo mayor de Pancho y Laurita; Ana (Sherlyn), la segunda hija; Lupita (Alejandra García), la tercera hija y de Temo, el hijo menor.  
A partir del momento en que Pancho se convierte en presidente, cada uno de los personajes empiezan a vivir momentos de enredos, locuras y diversión. Pero todo cambia cuando Pancho y Rebeca se comprometen, y Enzo y Graciela se convierten en novios. Con la llegada de Mike Anderson (Roberto Palazuelos), el exnovio de Rebeca, los López aprenden sobre la amistad, el amor y la confianza. Por los celos, de Pancho, su familia deja de apoyarlo y más cuando por culpa de sus celos, Rebeca y Graciela se enojan por su indecisión. Pancho logra recuperar a su familia y a Rebeca, casándose con ella. La familia crece con los padres de Rebeca, Don Julio Treviño (Juan Verduzco) y Doña Rebeca Garza (Norma Herrera), y el nacimiento de Paquito Rinaldi Torres, Ana Lupe y Julio López Treviño. 

## Elenco
- Arath de la Torre -  Francisco «Pancho» López Fernández
- Mayrín Villanueva - Rebeca Treviño Garza
- Luz Elena González - Graciela «Chela» Torres de Rinaldi
- Daniela Castro - Josefina «Pina» Arteaga de Irabién / de Bravo
- Sergio Sendel - Vicente «Chente / Vince / Iracheta» Irabién Rubalcaba
- Alicia Rodríguez - Fernanda Peñaloza Rubalcaba de Romero
- Julio Bracho - Arnoldo «Arnold» Vacavieja Flores
- Sherlyn - Ana Isabel López Torres
- Violeta Isfel - Mónica «Sirenita» Rinaldi Ruiz
- Alicia Machado - Candelaria de los Ángeles «Candela / Candy» López de Irabién
- Eugenio Cobo - Octavio Romero Velarde
- Pablo Lyle - José «Pepe» López Torres
- Pedro Moreno - Enzo Rinaldi Cantoro / Facundo Contreras Jiménez
- Alejandra García - Guadalupe «Lupita» López Torres
- Daniel Arévalo -  Cuauhtémoc «Temo» López Torres.
- Juan Diego Covarrubias - Alfredo «Freddy» Irabién Arteaga
- Lucas Velázquez - Alejandro «Alex» Obregón
- Daniela Díaz-Ordaz Castro - Melissa «Mely» Ibarrola Arteaga
- Osvaldo de León - Tomás Campos
- Cecilia Galliano - Violeta Ruíz
- Mariluz Bermúdez - Karina «Kary» Arizcorreta Limantour
- Jorge Aravena - Sebastián «Sebas» Bravo
- Enrique Rocha - Napoleón «Napo / El Mafioso» Villarreal Cárdenas
- Norma Herrera - Rebeca Garza de Treviño
- Angélica Villa - Wendy
- Claudia Godínez - Elena Campos
- María Raquenel - Sandra
- Francisco Vásquez - Isauro García
- Juan Verduzco - Don Julio Treviño
- Jorge Van Rankin - Nico
- Gustavo Munguía - El Chato
- Moisés Suárez - Lamberto Valdivia
- Helena Guerrero - Adoración
- Maribel Guardia - Isabella «Bella» Ruiz
- Haydeé Navarra - Gregoria
- Ingrid Marie Rivera - Bárbara Palacios Del Real
- Claudia Bollat - Jesusa
- Noemi Gutti - Celeste
- Alejandra Procuna - Lidia Jurado
- Roberto Palazuelos - Michael "Mike" Robert Anderson
- Ana Bárbara - Rosa «Rosita» León de Flores
- Darío Ripoll - Raymundo
- Jackie García - Frida Soria
- Bárbara Islas - Irasema
- Jesús Moré - Adrián Uriastegui
- Katharine De Senne - María Reportera
- José Luis Badalt - César
- Gloria Izaguirre - Yesenia
- Amairani - Catalina
- Laura Flores - Yuyú Arteaga
- María Rubio - Inés De la Borbolla y Ruiz
- Alexa Díaz-Ordaz Castro - Ramona
- Rafael Goyri - Augusto
- Alejandra Guzmán - Ella Misma
- Silvia Pinal - Ella Misma
- Claudia Troyo - Minerva
- Luis Couturier - Lic. Gabriel Mendoza
- Armando Araiza - Dr. Armando
- Mercedes Vaughan - Concepción
- Dacia Arcaraz - Ofelia Ávalos
- Mariano Linares - Francisco Ávalos
- Salvador Sánchez - Lic. Roberto Jiménez
- Susy-Lu Peña - Midory
- Luis Xavier - Cristian Velázquez
- Marcela Páez - Carla de Velázquez[5]
- Claudia Cervantes - Deborah
- Julio Vega - Franco
- Anel - Fabiana
- Carlos Gascón - Sergio
- Cassandra Sánchez-Navarro - Salomé
- Marile Andrade - Ximena':
- David Ostrosky - Lic. Ernesto Quesada
- Zaneta Seilerova - Vivian
- Yurem Rojas - Colibrí
- Patricia Reyes Spíndola - Carlota
- Lucero Lander - Directora
- Patricia Navidad - Mimí De la Rose
- Tatiana Martínez - Marlene
- Miguel Martínez - Gael
- Mario Cuevas - «La Garra»
- Beng Zeng - David Monteros «El Hacker»
- Lucila Mariscal - Doña Lencha [6]
- Lucero - Ella misma

## Premios y reconocimientos

### Premios TVyNovelas 2012
| Categoría                  | Persona                                 | Resultado |
| -------------------------- | --------------------------------------- | --------- |
| Mejor telenovela           | Juan Osorio                             | Nominado  |
| Mejor actriz               | Mayrín Villanueva                       | Nominada  |
| Mejor actor                | Arath de la Torre                       | Nominado  |
| Mejor primer actor         | Enrique Rocha                           | Nominado  |
| Mejor actriz coestelar     | Alicia Machado                          | Nominada  |
| Mejor actor coestelar      | Pedro Moreno                            | Nominado  |
| Mejor actor juvenil        | Osvaldo de León                         | Ganador   |
| Mejor revelación femenina  | Alejandra García                        | Ganadora  |
| Mejor revelación masculina | Pablo Lyle                              | Ganador   |
| Mejor revelación masculina | Juan Diego Covarrubias                  | Nominado  |
| Mejor tema musical         | "Un día de suerte, por Alejandra Guzmán | Ganador   |

### Kids Choice Awards México 2012
| Categoría                  | Persona                | Resultado |
| -------------------------- | ---------------------- | --------- |
| Actor favorito de reparto  | Juan Diego Covarrubias | Nominado  |
| Actriz favorita de reparto | Violeta Isfel          | Nominada  |

### Premios People en Español 2012
| Categoría               | Persona            | Resultado |
| ----------------------- | ------------------ | --------- |
| Mejor telenovela        | Mejor telenovela   | Nominado  |
| Mejor actriz            | Luz Elena González | Nominada  |
| Mejor actor             | Arath de la Torre  | Nominado  |
| Mejor actriz secundaria | Alicia Machado     | Nominada  |
| Mejor actor secundario  | Pedro Moreno       | Nominado  |
| Mejor villano           | Sergio Sendel      | Nominado  |
| Mejor villana           | Daniela Castro     | Nominada  |

### The American Society of Composers, Authors and Publishers (ASCAP) 2012
| Categoría                       | Persona          | Resultado |
| ------------------------------- | ---------------- | --------- |
| Canción del año "Día de suerte" | Alejandra Guzmán | Ganadora  |

### Premios Lo Nuestro 2012
| Categoría                                  | Persona          | Resultado |
| ------------------------------------------ | ---------------- | --------- |
| Mejor canción Rock del año "Día de suerte" | Alejandra Guzmán | Ganadora  |

### Galardón a los Grandes 2011
| Categoría   | Persona          | Resultado |
| ----------- | ---------------- | --------- |
| Trayectoria | Alicia Rodríguez | Ganadora  |

### TV Adicto Golden Awards 2012
| Categoría                         | Telenovela             | Resultado               |
| --------------------------------- | ---------------------- | ----------------------- |
| Mejor telenovela de Televisa      | Una familia con suerte | Ganador                 |
| Mejor telenovela de corte popular | Una familia con suerte | Ganador                 |
| Mejor música incidental           | Una familia con suerte | Ganador                 |
| Mejor actriz en un papel cómico   | Una familia con suerte | Daniela Castro Ganadora |